# Bernesq
Bernesq és un municipi francès situat al departament de Calvados i a la regió de Normandia. L'any 2007 tenia 209 habitants.

## Demografia

### Població
El 2007 la població de fet de Bernesq era de 209 persones. Hi havia 74 famílies de les quals 16 eren unipersonals (8 homes vivint sols i 8 dones vivint soles), 29 parelles sense fills i 29 parelles amb fills.
La població ha evolucionat segons el següent gràfic:
Habitants censats

### Habitatges
El 2007 hi havia 119 habitatges, 82 eren l'habitatge principal de la família, 23 eren segones residències i 13 estaven desocupats. Tots els 119 habitatges eren cases. Dels 82 habitatges principals, 58 estaven ocupats pels seus propietaris, 21 estaven llogats i ocupats pels llogaters i 3 estaven cedits a títol gratuït; 1 tenia una cambra, 5 en tenien dues, 10 en tenien tres, 20 en tenien quatre i 46 en tenien cinc o més. 67 habitatges disposaven pel capbaix d'una plaça de pàrquing. A 38 habitatges hi havia un automòbil i a 38 n'hi havia dos o més.

### Piràmide de població
La piràmide de població per edats i sexe el 2009 era:
| Homes | Edats   | Dones |
| ----- | ------- | ----- |
| 0     | 95 o +  | 0     |
| 0     | 90 a 94 | 0     |
| 0     | 85 a 89 | 0     |
| 4     | 80 a 84 | 4     |
| 4     | 75 a 79 | 4     |
| 4     | 70 a 74 | 0     |
| 4     | 65 a 69 | 4     |
| 8     | 60 a 64 | 12    |
| 8     | 55 a 59 | 8     |
| 8     | 50 a 54 | 4     |
| 0     | 45 a 49 | 8     |
| 12    | 40 a 44 | 0     |
| 8     | 35 a 39 | 4     |
| 0     | 30 a 34 | 8     |
| 4     | 25 a 29 | 0     |
| 0     | 20 a 24 | 0     |
| 4     | 15 a 19 | 0     |
| 4     | 10 a 14 | 4     |
| 8     | 5 a 9   | 4     |
| 8     | 0 a 4   | 8     |

## Economia
El 2007 la població en edat de treballar era de 129 persones, 96 eren actives i 33 eren inactives. De les 96 persones actives 85 estaven ocupades (50 homes i 35 dones) i 11 estaven aturades (4 homes i 7 dones). De les 33 persones inactives 16 estaven jubilades, 5 estaven estudiant i 12 estaven classificades com a «altres inactius».

### Ingressos
El 2009 a Bernesq hi havia 83 unitats fiscals que integraven 212,5 persones, la mediana anual d'ingressos fiscals per persona era de 14.238 €.

### Activitats econòmiques
Dels 10 establiments que hi havia el 2007, 1 era d'una empresa extractiva, 1 d'una empresa alimentària, 1 d'una empresa de construcció, 2 d'empreses de comerç i reparació d'automòbils, 1 d'una empresa de transport, 3 d'empreses de serveis i 1 d'una empresa classificada com a «altres activitats de serveis».
L'únic servei als particulars que hi havia el 2009 era un electricista.
Dels 2 establiments comercials que hi havia el 2009, 1 era una botiga de menys de 120 m² i 1 una fleca.
L'any 2000 a Bernesq hi havia 17 explotacions agrícoles que ocupaven un total de 420 hectàrees.

## Poblacions més properes
El següent diagrama mostra les poblacions més properes.